# Sodelhas
Sodelhas (en francès Soudeilles) és un municipi francès situat al departament de la Corresa i a la regió de la Nova Aquitània.

## Demografia
| 1962                                       | 1968 | 1975 | 1982 | 1990 | 1999 | 2007 |
| ------------------------------------------ | ---- | ---- | ---- | ---- | ---- | ---- |
| 378                                        | 331  | 315  | 299  | 289  | 272  | 286  |
| Des de 1962: població sense dobles comptes |      |      |      |      |      |      |

## Administració
| Període   | Identitat           | Partit |
| --------- | ------------------- | ------ |
| 1965-1995 | André Tourneix      |        |
| 1995-2008 | Michel Lacassagne   |        |
| 2008-     | Jean-François Lafon |        |